# Robin Betancourth
Robin Osvaldo Betancourth Cué (ur. 25 listopada 1991 w Petén) – gwatemalski piłkarz grający na pozycji środkowego napastnika w klubie Deportivo Guastatoya.

## Kariera klubowa
Betancourth grał w klubie CD Heredia w latach 2011–2014. Rozegrał w jego barwach 98 meczów, strzelając 30 goli. 1 lipca 2014 przeniósł się do Xelajú MC. W lipcu 2015 przeszedł do Cobán Imperial. 1 lipca 2018 trafił do Comunicaciones FC, gdzie wystąpił 59 razy, zdobywając 8 bramek. 9 stycznia 2020 przeniósł się do Antigua GFC. Rozegrał tam 31 meczów i strzelił 7 goli.
Betancourth 7 lutego 2021 ponownie przeniósł się do Cobán Imperial.

## Kariera reprezentacyjna
Betancourth zadebiutował w seniorskiej reprezentacji Gwatemali 11 stycznia 2013 w meczu towarzyskim z Panamą (przeg. 3:0). Pierwszą bramkę zawodnik ten zdobył 27 marca 2021 w wygranym 0:3 spotkaniu przeciwko Brytyjskim Wyspom Dziewiczym.